# Lehmannia requienii
Lehmannia requienii is een slakkensoort uit de familie van de Limacidae. De wetenschappelijke naam van de soort is voor het eerst geldig gepubliceerd in 1896 door Pollonera.